# Шмель конский
Шмель конский (лат. Bombus veteranus) — вид шмелей.

## Описание
Длина тела самок 16-20, самцов 11-16 мм. Среднехоботковый шмель. Спинка и тергиты брюшка покрыты светло-серыми волосками. Спинка имеет отчетливую перевязь из черных волосков между основаниями крыльев. Основания четвёртого и пятого тергитов брюшка имеют тёмные волоски. Самки и рабочие особи: голова несколько удлинённая, широко закругленная на затылке. Верхняя губа прямоугольная, мандибулы сильно изогнутые, при сближении перекрываются. Брюшко с шестью тергитами. Задние голени имеют шпоры, по краям несёт длинные волоски, образующими «корзинку». Имеется жало.
Самцы: брюшко с 7 тергитами. Основания 2-5-го тергитов преимущественно покрыты светло-жёлтыми волосками, лишь с примесью черных. Второй тергит покрыт серыми или желтовато-серыми волосками. Основания 4-го и 5-го тергитов покрыто черными или темно-коричневыми волосками. Жало отсутствует.

## Ареал

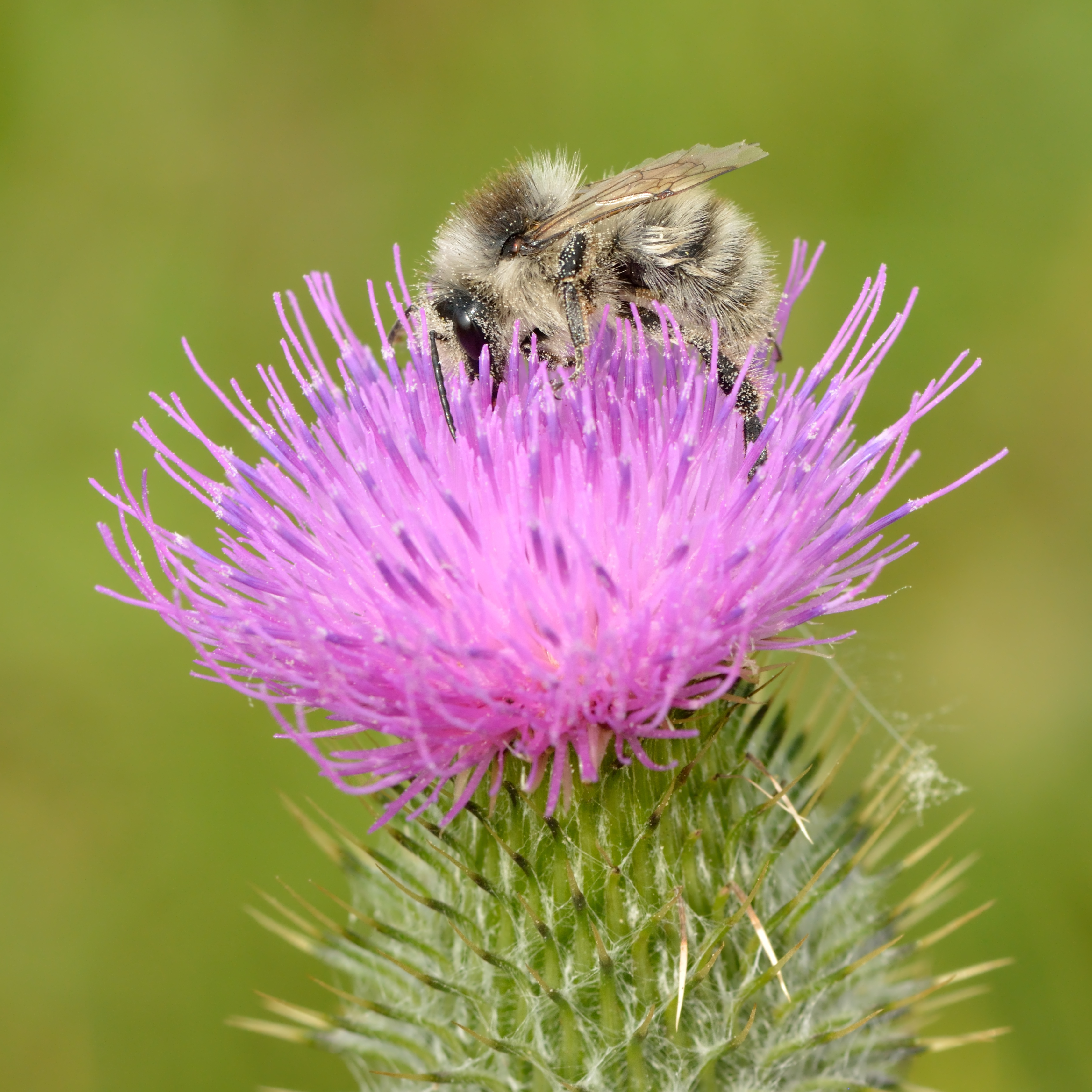

Встречается во всей Западной Европе, в Скандинавии (в Финляндии), на Британских островах и Центральной Европе, и на восток до Казахстана и Западной Монголии.

## Биология
Гнездование наземное или, реже, подземное (в старых норах и надземных гнездах грызунов). Самки после зимовки вылетают в средние сроки — 1-2 декада мая. Населяет леса, заросли кустарников, в агроценозах клевера.